# شهادة موقعة ذاتيا
في علم التعمية وأمن الحاسوب، الشهادات الموقعة ذاتيًا هي شهادات المفتاح عام لم يتم إصدارها من قِبَل هيئة شهادات (CA). من السهل صنع هذه الشهادات وهي غير مُكلفة. ومع ذلك، فإنها غير موثوقة على الإطلاق.
على سبيل المثال، إذا استخدم مالك موقع إلكتروني شهادة موقعة ذاتيًا لتقديم خدمات HTTPS، فلا يمكن للأشخاص الذين يزورون الموقع الإلكتروني هذا من التأكد أن يتصلون بالوجهة المقصودة. فكل ما يعرفونه أنه يمكن لجهات خارجية ضارة إعادة توجيه الاتصال باستخدام شهادة موقعة ذاتيًا أخرى تحمل نفس اسم المالك. قد يكون الاتصال مشفرًا ولكن لا يؤدي بالضرورة إلى الوجهة المقصودة. وفي الجهة الأخرى، تمنع الشهادات الموقعة من هيئات الشهادات الموثوقة هذا الهجوم لأن المتصفح الخاص بالمستخدم يتحقق بشكل منفصل من صحة الشهادة الصادرة من هيئات الشهادات. وتفشل شهادات المهاجمين في عملية التحقق هذه.

## الفوائد
يمكن إنشاء الشهادات الموقعة ذاتيًا مجانًا، باستخدام مجموعة متنوعة من الأدوات. كما أنها سهلة التخصيص؛ فعلى سبيل المثال يمكن أن تكون ذات أحجام مفاتيح أكبر أو تحتوي على بيانات وصفية إضافية. لا ينطوي استخدامها على مشاكل الثقة بالجهات الخارجية التي قد تسيئ استخدام صلاحية توقيع الشهادات.
. عادةً ما تمثل معاملات الشهادات الموقعة ذاتيًا جزء أصغر بكثير من سطح هجوم، من خلال التخلص من "التحقق من صحة سلسلة الشهادات المعقدة" و "فحوصات إبطال الشهادات"؛ مثل قائمة نقض الشهادات وبروتوكول أوضاع الشهادات على الإنترنت.